# Episodi di The Intern (quarta stagione)
La quarta stagione della serie televisiva The Intern, composta da 8 episodi, è stata trasmessa in Belgio dal 7 al 28 febbraio 2019 sul canale La Une. In Francia, è andata in onda dal 12 febbraio al 5 marzo 2019 su France 3.
In Italia, la stagione viene trasmessa dal 25 luglio 2019 sul canale a pagamento Fox Crime.
| nº | Titolo originale                 | Titolo italiano               | Prima TV Belgio  | Prima TV Francia | Prima TV Italia  |
| -- | -------------------------------- | ----------------------------- | ---------------- | ---------------- | ---------------- |
| 1  | Impartiale                       | Imparziale                    | 7 febbraio 2019  | 12 febbraio 2019 | 25 luglio 2019   |
| 2  | L'inconnue de la gare            | La sconosciuta della stazione | 7 febbraio 2019  | 12 febbraio 2019 | 25 luglio 2019   |
| 3  | Premier amour                    | Primo amore                   | 14 febbraio 2019 | 19 febbraio 2019 | 1º agosto 2019   |
| 4  | Populaire                        | Popolarità                    | 14 febbraio 2019 | 19 febbraio 2019 | 8 agosto 2019    |
| 5  | Ma petite entreprise             | La mia piccola impresa        | 21 febbraio 2019 | 26 febbraio 2019 | 15 agosto 2019   |
| 6  | Lauriers roses et pensées jaunes | Oleandri e pensieri gialli    | 21 febbraio 2019 | 26 febbraio 2019 | 22 agosto 2019   |
| 7  | La fille à vélo                  | La ragazza con la bici        | 28 febbraio 2019 | 5 marzo 2019     | 29 agosto 2019   |
| 8  | Clairvoyance                     | Chiaroveggenza                | 28 febbraio 2019 | 5 marzo 2019     | 5 settembre 2019 |